# Liste der denkmalgeschützten Objekte in Globasnitz
Die Liste der denkmalgeschützten Objekte in Globasnitz enthält die 16 denkmalgeschützten, unbeweglichen Objekte der Gemeinde Globasnitz.

## Denkmäler
| Foto |                 | Denkmal | Standort                                             | Beschreibung | Metadaten |
| ---- | --------------- | --- | ---------------------------------------------------- | --- | --- |
| ja   | Datei hochladen | Karner HERIS-ID: 67973 Objekt-ID: 80961                                                                                  | Globasnitz 10 Standort KG: Globasnitz                | Der Karner ist ein spätromanischer Rundbau mit hufeisenförmiger Apsis, spitzbogigem Portal und kreuzrippengewölbtem Inneren mit Malereien. | BDA-Hist.: Q63986212 Status: § 2a Stand der BDA-Liste: 2025-06-30 Name: Karner GstNr.: .3/2 Karner Globasnitz                                                                                                 |
| ja   | Datei hochladen | Kath. Pfarrkirche Mariae Himmelfahrt und Friedhof mit in die Mauer integrierter Kapelle HERIS-ID: 53746 Objekt-ID: 61772 | Globasnitz 10 Standort KG: Globasnitz                | Die Kirche ist ein im Kern romanischer Bau, der gotisch verändert und 1946 verlängert wurde. Das Langhaus hat ein spätgotisches Schlingrippengewölbe, der Chor ist kreuzrippengewölbt. Bemerkenswert ist der Hochaltar mit Opfergangsportalen von 1770. | BDA-Hist.: Q1631367 Status: § 2a Stand der BDA-Liste: 2025-06-30 Name: Kath. Pfarrkirche Mariae Himmelfahrt und Friedhof mit in die Mauer integrierter Kapelle GstNr.: .3/1, 183, .3/2 Pfarrkirche Globasnitz |
| ja   | Datei hochladen | Pfarrhof und Pfarrstadel HERIS-ID: 53745 Objekt-ID: 61769                                                                | Globasnitz 58 Standort KG: Globasnitz                | Zweigeschoßiger Bau des 17. Jahrhunderts, Umbau im 18. Jahrhundert; Stuckfelderdecken, bemerkenswerte Kachelöfen im ersten Obergeschoß. 1995 Außenrestaurierung. In Verwahrung spätgotischer Flügelaltar aus der Kirche am Simonberg. Im Pfarrhof-Nebengebäude eingemauert ein Relief von einem römerzeitlichen Grabbau mit der Darstellung von ursprünglich zwei Girlanden tragenden Eroten (CSIR II 4, 357).                                                                                             | BDA-Hist.: Q38058319 Status: § 2a Stand der BDA-Liste: 2025-06-30 Name: Pfarrhof und Pfarrstadel GstNr.: .2/1 Pfarrhof Globasnitz                                                                             |
| ja   | Datei hochladen | Iuenna-Museum/ehem. Volksschule HERIS-ID: 53744 Objekt-ID: 61768                                                         | neben Globasnitz 111 Standort KG: Globasnitz         | In der ehemaligen Volksschule befindet sich ein 1982 eröffnetes Antikenmuseum mit Grabungsfunden von 1978 bis 1981 und 1991 (Hemmaberg). Dokumentation und Exponate (Mosaiken aus der Memorialkirche und Grabkapelle), Kleinfunde spätantiker Gräber des 5. und 6. Jahrhunderts nach Christi Geburt. | BDA-Hist.: Q38058310 Status: § 2a Stand der BDA-Liste: 2025-06-30 Name: Iuenna-Museum/ehem. Volksschule GstNr.: 237 Iuenna-Museum, Globasnitz                                                                 |
| ja   | Datei hochladen | Architekturteile eines antiken Tempels HERIS-ID: 111106 Objekt-ID: 128889                                                | Globasnitz Standort KG: Globasnitz                   | Am Platz vor dem ehemaligen Postamt stehen drei Säulen eines römischen Tempels in toskanischer Ordnung (C 160,280). | BDA-Hist.: Q37821778 Status: Bescheid Stand der BDA-Liste: 2025-06-30 Name: Architekturteile eines antiken Tempels GstNr.: 239 Römische Säulen Globasnitz                                                     |
| ja   | Datei hochladen | Lichtsäule am Friedhof HERIS-ID: 67969 Objekt-ID: 80957                                                                  | Globasnitz Standort KG: Globasnitz                   | Die Lichtsäule aus dem frühen 16. Jahrhundert ist ein Tabernakel auf achteckigem Pfeiler mit Wappen der Weispriacher in der Form vor 1444. | BDA-Hist.: Q38118160 Status: § 2a Stand der BDA-Liste: 2025-06-30 Name: Lichtsäule am Friedhof GstNr.: 183 Lichtsäule Globasnitz                                                                              |
| ja   | Datei hochladen | Bildstock, Pfarrkreuz HERIS-ID: 67981 Objekt-ID: 80969                                                                   | Globasnitz Standort KG: Globasnitz                   | 2004 wurde der Bildstock mithilfe von Fördermitteln des Bundes restauriert. | BDA-Hist.: Q38118185 Status: § 2a Stand der BDA-Liste: 2025-06-30 Name: Bildstock, Pfarrkreuz GstNr.: 179/1                                                                                                   |
| ja   | Datei hochladen | Kath. Filialkirche hll. Hemma und Dorothea am Hemmaberg HERIS-ID: 54817 Objekt-ID: 63226                                 | Slovenjach 5 Standort KG: Globasnitz                 | Eine um 1500 errichtete spätgotische Kirche wurde Ende des 17. Jahrhunderts barock erweitert. Der Chor ist mit einheitlicher Bemalung von Anfang des 17. Jahrhunderts versehen, aus derselben Zeit stammen Hochaltar und zwei Seitenaltäre. Die Rosalienkapelle mit Altar wurde nach der Pest 1680 im Norden angebaut. | BDA-Hist.: Q64512849 Status: § 2a Stand der BDA-Liste: 2025-06-30 Name: Kath. Filialkirche hll. Hemma und Dorothea am Hemmaberg GstNr.: .93 Filialkirche Hemmaberg                                            |
| ja   | Datei hochladen | Spätantike Höhensiedlung Hemmaberg HERIS-ID: 112161 Objekt-ID: 130228                                                    | bei Slovenjach 5 Standort KG: Globasnitz             | Die etwa von 400 bis 600 bestehende Siedlung umfasste fünf Kirchen und unter anderem drei große steingebaute Pilgerhäuser. | BDA-Hist.: Q64512851 Status: Bescheid Stand der BDA-Liste: 2025-06-30 Name: Spätantike Höhensiedlung Hemmaberg GstNr.: 692, 717, 726/1, 728, 729, 733, 1281, 1283, 1284 Hemmaberg                             |
| ja   | Datei hochladen | Quellheiligtum, Rosaliengrotte mit Brunnenschale am Hemmaberg HERIS-ID: 68061 Objekt-ID: 81056                           | in der Nähe von Slovenjach 5 Standort KG: Globasnitz | Bei der schon in der Antike verwendeten Quelle in einer Höhle wurde in der zweiten Hälfte des 17. Jahrhunderts eine Kapelle errichtet. Die marmorne Brunnenschale bei der Quelle ist ein ehemaliger romanischer Taufstein. | BDA-Hist.: Q64512850 Status: Bescheid Stand der BDA-Liste: 2025-06-30 Name: Quellheiligtum, Rosaliengrotte mit Brunnenschale am Hemmaberg GstNr.: 729 Rosalia grotto at Hemmaberg                             |
| ja   | Datei hochladen | Kath. Filialkirche hl. Simon am Simonberg HERIS-ID: 54617 Objekt-ID: 62946                                               | Slovenjach 13 Standort KG: Globasnitz                | Die kleine gotische Kirche von Anfang des 17. Jahrhunderts, mit Vorhalle und Dachreiter, beinhaltet drei Altäre aus der Mitte des 17. Jahrhunderts. | BDA-Hist.: Q38061584 Status: § 2a Stand der BDA-Liste: 2025-06-30 Name: Kath. Filialkirche hl. Simon am Simonberg GstNr.: .105 Filialkirche hl. Simon, Globasnitz                                             |
| ja   | Datei hochladen | Flurkapelle Petschnig-Kreuz/Petschnig-Kriz HERIS-ID: 59889 Objekt-ID: 71561                                              | bei Slovenjach 14 Standort KG: Globasnitz            | | BDA-Hist.: Q38089036 Status: Bescheid Stand der BDA-Liste: 2025-06-30 Name: Flurkapelle Petschnig-Kreuz/Petschnig-Kriz GstNr.: 744 Petschnig-Kreuz, Globasnitz                                                |
| ja   | Datei hochladen | Kath. Filialkirche hl. Johannes der Täufer HERIS-ID: 53901 Objekt-ID: 61990                                              | Jaunstein 11 Standort KG: Jaunstein                  | Die barocke Kirche hat einen hohen Dachreiter, eine gemauerte Vorlaube und südlich des polygonalen Chors einen Sakristeianbau. Am Hochaltar von 1690 ist ein Altarblatt Taufe Christi, die Seitenaltäre stammen aus der Mitte des 18. Jahrhunderts. | BDA-Hist.: Q1412881 Status: § 2a Stand der BDA-Liste: 2025-06-30 Name: Kath. Filialkirche hl. Johannes der Täufer GstNr.: .10 Filialkirche Jaunstein                                                          |
| ja   | Datei hochladen | Gräberfeld des Mittelalters, ostgotisches Gräberfeld HERIS-ID: 76032 Objekt-ID: 89573                                    | Globasnitz Standort KG: St. Stefan                   | Im Bereich von Globasnitz befand sich die auf der Tabula Peutingeriana genannte römische Straßenstation und der vicus Iuenna, an der Hauptstraße Virunum (Zollfeld) – Celeia (Celje) gelegen. Von dieser Siedlung sind Gräberfelder (darunter nun auch gotische Gräber), Münzfunde sowie Baureste und reliefierte Architekturteile monumentaler Marmor-Grabbauten bekannt, die sich im Archäologischen Museum im Ort befinden, u. a. Reliefs (CSIR II 5, 667 und CSIR II 4, 312).                          | BDA-Hist.: Q38142096 Status: § 2a Stand der BDA-Liste: 2025-06-30 Name: Gräberfeld des Mittelalters, ostgotisches Gräberfeld GstNr.: 2083                                                                     |
| ja   | Datei hochladen | Kath. Pfarrkirche Sankt Stefan (unter Feuersberg) und Friedhof HERIS-ID: 54816 Objekt-ID: 63225                          | Sankt Stefan 24 Standort KG: St. Stefan              | Die spätgotische Kirche mit romanischem vorgestelltem Westturm ist von einer hohen wehrhaften Mauer mit Schießscharten umgeben. Einige römerzeitliche Grabinschriften sind in die südliche Außenmauer der Kirche eingemauert. Im netzrippengewölbten Inneren befinden sich vier barocke Altäre. | BDA-Hist.: Q38062579 Status: § 2a Stand der BDA-Liste: 2025-06-30 Name: Kath. Pfarrkirche Sankt Stefan (unter Feuersberg) und Friedhof GstNr.: .74, 575/2 Pfarrkirche St. Stefan unter Feuersberg             |
| ja   | Datei hochladen | Kath. Filialkirche hl. Martin und Friedhof HERIS-ID: 55126 Objekt-ID: 63664                                              | Wackendorf 24 Standort KG: Wakendorf                 | Die ehemalige Wehrkirche ist ein spätgotischer Bau des 15. Jahrhunderts mit Strebepfeilern. Nach einem Turmeinsturz 1970 wurde nördlich des Chors eine Sakristei und ein neuer Turm errichtet. Am Langhaus sieht man Schießscharten eines Wehrobergeschoßes. Die Eisenplattentür des Westportals hat ein Schießloch. Im kreuzrippengewölbten Chor sind bemerkenswerte Freskenreste aus der ersten Hälfte des 15. Jahrhunderts. Der Hochaltar von 1741 befand sich ursprünglich in St. Michael ob Bleiburg. | BDA-Hist.: Q1413301 Status: § 2a Stand der BDA-Liste: 2025-06-30 Name: Kath. Filialkirche hl. Martin und Friedhof GstNr.: .49, 485/2 Filialkirche Wackendorf                                                  |